# David Lowe (musicien de jeu vidéo)
Pour les articles homonymes, voir David Lowe et Lowe.
David Lowe, également connu sous le nom de Uncle Art (qui était le nom de sa société), est un musicien britannique connu pour son travail sur des musiques de jeu vidéo sur Atari ST, Amiga et PC entre 1986 et 1995, notamment Starglider et International Karate +.

## Contributions
- Frontier: First Encounters (1995)
- The Misadventures of Flink (1994)
- Cybermorph (1993)
- Frontier: Elite II (1993)
- PGA Tour Golf (1993)
- Pinball Dreams (1993)
- Street Fighter II: The World Warrior (1992)
- Wizkid: The Story of Wizball II (1992)
- F-15 Strike Eagle II (1991)
- Midwinter II: Flames of Freedom (1991)
- Sid Meier's Railroad Tycoon (1991)
- Summer Camp (1991)
- Formula One Grand Prix (1991)
- Galaxy Force II (1990)
- Night Shift (1990)
- P-47 Thunderbolt: The Freedom Fighter (1990)
- Venus the Flytrap (1990)
- Altered Beast (1989)
- Darius+ (1989)
- Devon Aire in the Hidden Diamond Caper (1989)
- Double Dragon II: The Revenge (1989)
- Incredible Shrinking Sphere (1989)
- Power Drift (1989)
- Turbo Out Run (1989)
- After Burner (1988)
- Carrier Command (1988)
- International Karate + (1988)
- Soldier of Light (1988)
- Starglider (1986)